# Frédéric Née
Frédéric Née (Bayeux, 18 aprile 1975) è un allenatore di calcio ed ex calciatore francese, di ruolo attaccante.

## Palmarès

### Club

#### Competizioni nazionali
- Campionato francese: 2

Lione: 2001-2002, 2002-2003
- Supercoppa francese: 1

Lione: 2002
- Coppa di Corsica: 1

Bastia: 2006-2007

### Nazionale
- Confederations Cup: 1

2001